# 锐吻抹香鲸属
锐吻抹香鲸属（学名：Rhaphicetus）是鲸下目下的一个属。

## 下属物种
本属包括以下物种：
- 巴伦西亚锐吻抹香鲸 Rhaphicetus valenciae Lambert, de Muizon, Urbina & Bianucci, 2020[2]